# Ochrotrichia argentea
Ochrotrichia argentea is een schietmot uit de familie Hydroptilidae. De soort komt voor in het Nearctisch gebied.